# Grab japoński
Grab japoński (Carpinus japonica Blume) – gatunek drzew z rodziny brzozowatych, występujący naturalnie w środkowej i południowej Japonii. 

## Morfologia

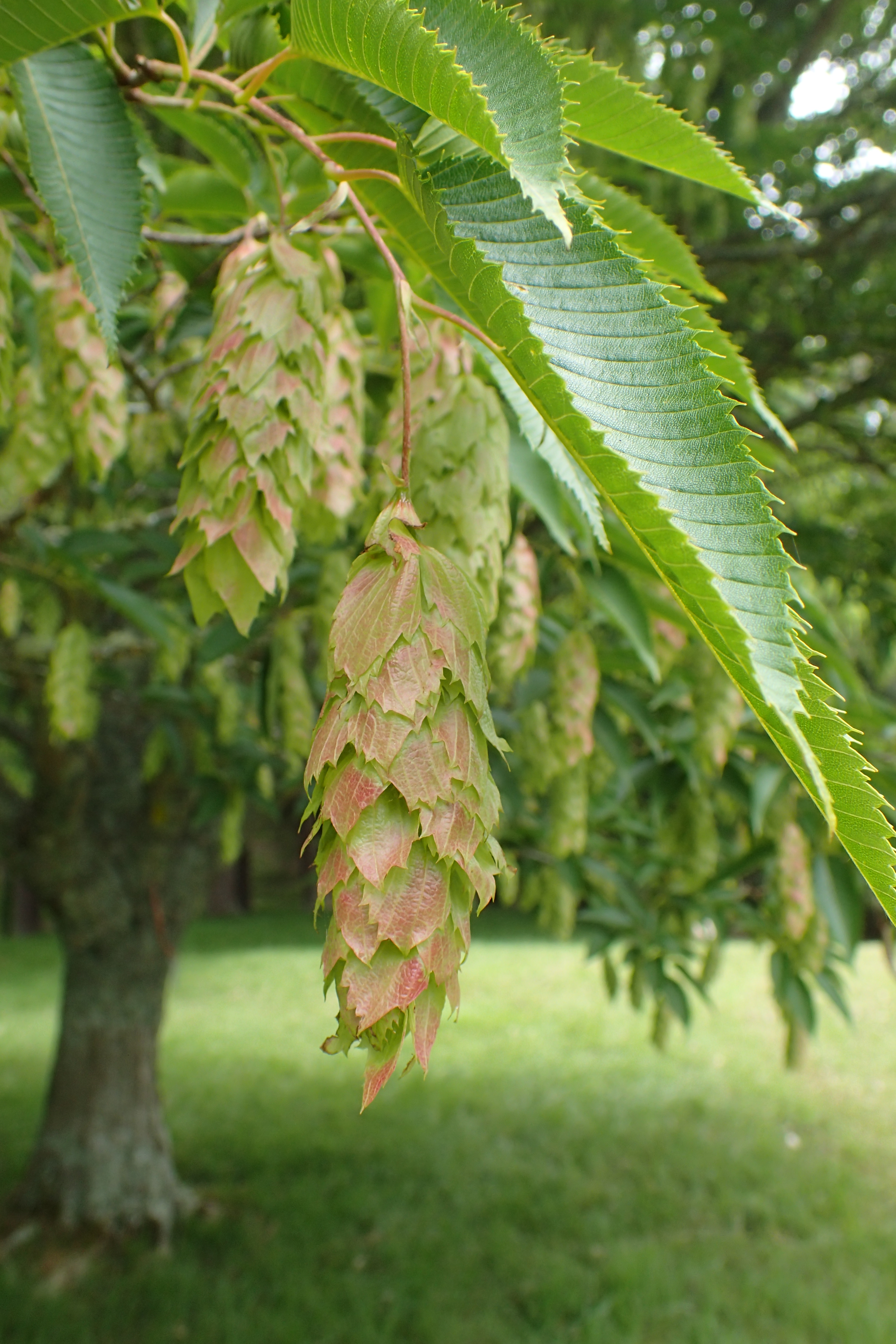
Liście i owocostany

PokrójNiskie drzewo lub krzew, nisko ugałęzione, o szeroko zaokrąglonej koronie. Dorasta do 15 m wysokości, osiągając średnicę pnia do 40 cm. Kora szara, gładka lub drobno spękana.
LiścieOpadające na zimę. Blaszki liściowe podłużne, jajowate z ostrym wierzchołkiem, o długości od 6,5 do 10 cm i szerokości od 2 do 3,5 cm, węższe niż u innych gatunków grabu. Brzegi blaszek drobno piłkowane. Nerwy boczne bardzo wyraźnie zaznaczone. Liście zielone do ciemnozielonych, żółknące w okresie jesieni
KwiatyRośliny jednopienne o kwiatach jednopłciowych. Kwiaty męskie i żeńskie zebrane w kotki.
OwocePrzysadki kwiatów żeńskich po przekwitnięciu silnie się rozrastają tworząc owocostany, przypominające kwiatostany (tzw. szyszki) chmielu, o długości do 10 cm.

## Nazewnictwo
Synonimy nomenklaturowe
- (bazonim) Distegocarpus carpinus Siebold & Zucc., Abh. Math.-Phys. Cl. Königl. Bayer. Akad. Wiss. 4(3): 227 (1846).
- Carpinus carpinus (Siebold & Zucc.) Sarg., Gard. & Forest 6: 364 (1893), not validly publ.
- Carpinus distegocarpus Koidz., Bot. Mag. (Tokyo) 27: 144 (1913).

Synonimy taksonomiczne
- Distegocarpus carpinoides  Siebold & Zucc., Abh. Math.-Phys. Cl. Königl. Bayer. Akad. Wiss. 4(3): 240 (1846), orth. var.
- Carpinus japonica var. cordifolia H.J.P.Winkl. in H.G.A.Engler (ed.), Pflanzenr., IV, 61: 26 (1904).
- Carpinus carpinoides  Makino, Bot. Mag. (Tokyo) 26: 391 (1912).
- Carpinus carpinoides var. cordifolia (H.J.P.Winkl.) Makino, Bot. Mag. (Tokyo) 26: 391 (1912).
- Carpinus japonica var. caudata H.J.P.Winkl., Bot. Jahrb. Syst. 50(Suppl.): 488 (1914).

## Zastosowanie
Uprawiany w ogrodach z uwagi na niewielką wysokość, atrakcyjne "harmonijkowate" liście oraz dekoracyjne owocostany. Jest jednak trudny w uprawie, bardziej wrażliwy od innych gatunków grabu.  
Wymaga podłoża wilgotnego lub umiarkowanie wilgotnego oraz stanowiska słonecznego lub półcienia. W Polsce mrozoodporny (strefy mrozoodporności: 5a).